# 奇想天外歌合戦
『奇想天外歌合戦』（きそうてんがいうたがっせん）は、1971年7月7日から1972年6月28日まで日本テレビ系列局で放送されていた日本テレビ製作の歌謡バラエティ番組である。

## 概要
一般人4人のチーム×2組が出場し、歌で競いあっていた視聴者参加型番組。一般的な歌合戦番組と違うのは、出場者たちを支離滅裂な仕掛けのあるステージに上げて歌わせていた点である（個人戦のみ）。出場者たちは番組の仕掛けに悪戦苦闘しながら歌い、観客の笑いを誘っていた。
通常は家族単位でのチーム同士による家族対抗戦が行われていたが、稀に各都市の代表チーム同士による都市対抗戦を行うことがあった。また末期には、8人の芸能人たちが「奇想チーム」と「天外チーム」とに分かれ、同様に仕掛けのあるステージでものまね合戦をする芸能人対抗戦を行うこともあった。
司会は上方漫才師の正司敏江・玲児、レギュラー審査員は漫画家の富永一朗という組み合わせだった。富永は、番組のタイトルロゴやセットのイラストも担当した。番組のオープニングでは、敏江・玲児が「奇想天外歌合戦」と書かれた大きな玉をぶち破って中から現れるという趣向が凝らされていた。

## 放送時間
いずれも日本標準時。
- 水曜 19:00 - 19:30 （1971年7月7日 - 1971年8月18日[注 1]）
- 水曜 19:00 - 19:26 （1971年9月1日[2] - 1972年6月28日） - それまで19:56から放送されていた『NNNニューススポット』が『新・オバケのQ太郎』の放送開始によって19:26からに繰り上げられたため、放送枠が4分縮小。

## 出演者
- 司会：正司敏江・玲児
- レギュラー審査員：富永一朗
- アシスタント：栗原啓子[3]
- このほか、週替わりの男性1人と女性1人、さらにその回のゲスト歌手1組の計4組が審査員を務めていた。

## 進行
対戦は全部で5回戦。1回戦から4回戦までは個人戦で、5回戦は団体戦となっていた。
個人戦では、出場者たちが様々な仕掛けのあるステージで歌わされていた。主な仕掛けとして「回転木馬（メリーゴーラウンド）に乗って歌う」「ブランコで揺られながら歌う」「氷の上に裸足で乗って歌う」「右手に赤旗、左手に白旗を持ち、玲児の掛け声に合わせて旗挙げをしながら歌う（間違えると敏江にピコピコハンマーで殴られる）」などがあった。出場者が無事に歌い終えたら、審査員たちによる歌の審査結果から出た点数がチームの持ち点に加えられた。
ラストの団体戦ではチーム全員が参加し、仕掛けの無いステージで歌っていた。その後に審査が行われるのは個人戦と同じ。

## 放送局
特記の無い限り全て放送時間は水曜 19:00 - 19:30、同時ネット。
- 日本テレビ（制作局）
- 青森放送[4]
- テレビ岩手[4]
- 秋田放送[4]
- 山形放送[4]
- ミヤギテレビ[5]
- 北日本放送[6]
- 福井放送[6]

- 山梨放送[7]
- よみうりテレビ[8]
- 日本海テレビ[9]
- 西日本放送[10]
- 山口放送[11]
- 高知放送[11]
- 福岡放送[12]
- テレビ大分[11]